# 諾曼地·杜爾
諾曼地·杜爾（Noumandiez Doué，1970年9月29日—），科特迪瓦足球裁判。他於2004年成為國際足協的國際裁判。其後，先後替2010年、2012年和2013年的非洲國家盃執法。此外，他是2011年非洲聯賽冠軍盃和世界冠軍球會盃的球證，同年，又獲得非洲足球協會頒發的年度最佳球證獎。2014年1月，他被國際足協選為2014年世界盃的執法球證之一。
2011年，杜埃被非洲足球联合会评为年度最佳裁判。

## 資料來源
1. ↑  .   [2014-06-07]. （原始内容存档于2014-06-18）.
2. ↑  .   [2014-06-07]. （原始内容存档于2014-03-05）.